# 짐 카터
제임스 에드워드 카터(영어: James Edward Carter, 1948년 8월 19일 ~ )는 간단히 짐 카터(Jim Carter)로 잘 알려진 잉글랜드의 배우이다.

## 출연 작품
- 웡카 (2023) - 아바커스 크런치 역
- 다운튼 애비 (2019)
- 굿 라이어 (2019)
- 스위밍 위드 맨 (2018)
- 킹 리어 (2018)
- 리틀 뱀파이어 3D (2017)
- 다운튼 애비 시즌5 (2014)
- 다운튼 애비 시즌4 (2013)
- 다운튼 애비 시즌3 (2012)
- 마릴린 먼로와 함께한 일주일 (2011)
- 다운튼 애비 시즌1 (2010)
- 이상한 나라의 앨리스 (2010)
- 버레스크 페어리테일 (2009)
- 위시 143 (2009)
- 크리에이션 (2009)
- 레드 라이딩: 1980 (2009)
- 레드 라이딩: 1983 (2009)
- 옥스포드 살인사건 (2008)
- 크랜포드 (2007)
- 카산드라 드림 (2007)
- 황금나침반 (2007)
- 더 윈드 인 더 윌로우스 (2006)
- 씨프 로드 (2006)
- 모딜리아니 (2004)
- 엘라 인챈티드 (2004)
- 혼블로워 - 의무 (2003)
- 브라이트 영 씽 (2003)
- 알콜과 함께 한 16년 (2003)
- 다이노토피아 (2002)
- 잭과 콩나무(영어판) (2001)
- 아라비안 나이트 (2000)
- 리틀 뱀파이어 (2000)
- 튜브 테일 (1999)
- 셰익스피어 인 러브 (1998)
- 리전에어 (1998)
- 키프 더 애스피디스트러 플라잉 (1997)
- 브래스드 오프 (1996)
- 리차드 3세 (1995)
- 블랙 뷰티 (1994)
- 조지 왕의 광기 (1994)
- 변호사 (1993)
- 그래도 베니스가 좋다 (1992)
- 스탈린 (1992)
- 쾌걸 조로 (1990)
- 아라비아의 로렌스 2 (1990)
- 프레셔스 베인 (1989)
- 제10의 사나이 (1988)
- 짚시 (1988)
- 시골에서의 한 달 (1987)
- 잃어버린 제국 (1986)
- 아메리칸 웨이 (1986)
- 허니문 소동 (1986)
- 스크린 투 (1985)
- 서부 광시곡 (1985)
- 어 프라이빗 펑크션 (1984)
- 특급 비밀 (1984)
- 제국의 종말 (1980)